# Kabinetten-Ramadier
Paul Ramadier vormde in 1947 twee kabinetten.

## Kabinet-Ramadier I (22 januari-22 oktober1947)
- Paul Ramadier (SFIO) - Président du Conseil (premier)
- Maurice Thorez (PCF) - Vicepremier
- Georges Bidault (MRP) - Minister van Buitenlandse Zaken
- Paul Coste-Floret (MRP) - Minister van Defensie
- Louis Jacquinot (CNI) - Minister van Marine
- André Maroselli (PRS) - Minister van Luchtvaart
- Édouard Depreux (SFIO) - Minister van Binnenlandse Zaken
- Robert Schuman (MRP) - Minister van Financiën
- André Philip (SFIO) - Minister van Economische Zaken
- Robert Lacoste (SFIO) - Minister van Industriële Productie
- Ambroise Croizat (PCF) - Minister van Arbeid en Sociale Zekerheid
- André Marie (SFIO) - Minister van Justitie en Grootzegelbewaarder
- Marcel Edmond Naegelen (SFIO) - Minister van Defensie
- François Mitterrand (UDSR) - Minister Veteranen en Oorlogsslachtoffers
- François Tanguy-Prigent (SFIO) - Minister van Landbouw
- Pierre Bourdan (UDSR) - Minister van Jeugd, Kunsten en Letteren
- Marius Moutet (SFIO) - Minister van Franse Overzeese Gebiedsdelen
- Jules Moch (SFIO) - Minister van Openbare Werken en Transport
- Georges Marrane (PCF) - Minister van Volksgezondheid en Bevolking
- Charles Tillon (PCF) - Minister van Wederopbouw en Stedenplanning
- Jean Letourneau (MRP) - Minister van Handel
- Félix Gouin (SFIO) - Minister van Planning
- Marcel Roclore (RI) - Minister van Staat
- Yvon Delbos (PRS) - Minister van Staat

Veranderingen
- 4 mei 1947 - Pierre-Henri Teitgen (MRP) volgt Thorez (PCF) op als vicepremier. De andere communistische ministers (Croizat, Marranne en Tillon) dienen ook hun ontslag in.
- 9 mei 1947 - Daniel Mayer (SFIO) volgt Croizat (PCF) op als minister van Arbeid en Sociale Zekerheid. Robert Prigent (SFIO) volgt Marranne (PCF) op als minister van Volksgezondheid en Bevolking. Jean Letourneau (MRP) volgt Tillon (PCF) op als minister van Wederopbouw en Stedenplanning. Eugène Thomas (SFIO) doet zijn intrede in het kabinet als minister van Posterijen.
- 11 augustus 1947 - Robert Lacoste (SFIO) volgt Letourneau (MRP) als minister van Handel, en wordt dus minister van Handel en Industrie.

## Kabinet-Ramadier II (22 oktober-24 november1947)
- Paul Ramadier (SFIO) - Président du Conseil (premier)
- Georges Bidault (MRP) - Minister van Buitenlandse Zaken
- Pierre-Henri Teitgen (MRP) - Minister van Defensie
- Édouard Depreux (SFIO) - Minister van Binnenlandse Zaken
- Robert Schuman (MRP) - Minister van Financiën
- Jules Moch (SFIO) - Minister van Economische Zaken, Planning, Openbare Werken, Transport, Wederopbouw en Stedenplanning
- Robert Lacoste (SFIO) - Minister van Industrie
- André Marie (SFIO) - Minister van Justitie en Grootzegelbewaarder
- Marcel Edmond Naegelen (SFIO) - Minister van Onderwijs
- Daniel Mayer (SFIO) - Minister van Sociale Zaken, Veteranen en Oorlogsslachtoffers
- Marcel Roclore (RI) - Minister van Landbouw
- Paul Coste-Floret (MRP) - Minister van Franse Overzeese Gebiedsdelen
- Yvon Delbos (PRS) - Minister van Staat